# Boulevard Saint-Martin (Laval)
Pour l’article homonyme, voir Boulevard Saint-Martin.
Le boulevard Saint-Martin est une artère d'orientation est-ouest située dans la ville québécoise de Laval, au Canada. C'est l'un des boulevards les plus longs, anciens et importants de la ville.

## Description
Le boulevard a une longueur d'environ 16 km. Sa largeur varie entre quatre à six voies. 
Il débute à l'est, à l'intersection du boulevard Pie-IX, en tant que prolongement du boulevard Vanier. Sur son parcours, le boulevard croise entre autres le boulevard Lesage, l'autoroute Papineau, le boulevard des Laurentides, le boulevard Laval, le boulevard de l'Avenir, le boulevard Le Corbusier, l'autoroute des Laurentides, le boulevard Chomedey, le boulevard Curé-Labelle, la 100e avenue et l'autoroute Chomedey. Il se termine à l'ouest sous forme d'un cul-de-sac dans le quartier de Sainte-Dorothée.

## Odonymie
L'odonyme actuel est attribué le 16 janvier 1962 par volonté d'harmoniser les noms de cette artère à travers les municipalités qui s'étaient fusionnées pour former la ville de Chomedey en 1961. Son nom est hérité des routes antérieures nommées rang du Bas-Saint-Martin et chemin du Haut-Saint-Martin, lesquelles traversaient Saint-Martin, l'une des plus vieilles paroisses de l'île Jésus.
Le nom est officialisé par la Commission de toponymie le 6 septembre 1989. 

## Historique
Les origines de cette voie remontent au XIXe siècle.
En 1962, le boulevard Saint-Martin prend officiellement forme par la fusion de trois voies dans Chomedey : le rang du Bas-Saint-Martin, le chemin du Haut-Saint-Martin et le boulevard Pouliot.
Entre 1965 et 1975, il est prolongé entre le boulevard des Laurentides et le boulevard Pie-IX. Ce segment prend le nom de boulevard Saint-Martin Est.